# 蒂朗海峽
蒂朗海峽（阿拉伯语：‎；希伯來語：‎），是一条位于埃及西奈半岛與沙烏地阿拉伯之間的狭窄海峡，因海峡中的蒂朗岛而得名，宽约13公里，北连亚喀巴湾，南通红海，是約旦唯一出海通道，也是以色列在红海上的唯一出海通道，地理位置十分重要。
埃及曾两次针对以色列封锁蒂朗海峽，分别导致了苏伊士危机和六日战争，其時埃及並接管阿卡巴灣的蒂朗和塞納菲爾2座無人島，因此2016年計畫將2座戰略性島嶼歸還沙國，但批評者指出，埃及總統阿卜杜勒-法塔赫·塞西拿了沙國數10億元，這根本是賣島求財、喪權辱國。